# Endostemon
Endostemon és un gènere d'angiospermes que pertany a la família de les lamiàcies, i que està composta per 26 espècies.

## Taxonomia
| - Endostemon albus - Endostemon angolensis - Endostemon camporus - Endostemon ctenoneurus - Endostemon dissitifolius - Endostemon elienbeckii - Endostemon glandulosus - Endostemon gracilis - Endostemon kelleri - Endostemon leucosphaerus - Endostemon malosanus - Endostemon membranaceus - Endostemon obbiadensis | - Endostemon obtusifolius - Endostemon ocimoides - Endostemon retinervis - Endostemon scabridus - Endostemon tenuiflorus - Endostemon tereticaulis - Endostemon tomentosus - Endostemon tuberifer - Endostemon tubulascens - Endostemon usambarensis - Endostemon villosus - Endostemon viscosus - Endostemon wakefieldii |